# Rieter-Biedermann Musikverlag
Der Musikverlag Rieter-Biedermann in Winterthur und Leipzig publizierte seit 1848 Musikdrucke, vor allem für Gesang und Begleitungen. Nach dem Tod des Gründers wurde Leipzig zum Hauptsitz, und 1917 übernahm die Firma C. F. Peters den Verlag.

## Vorgeschichte

Der Verlagsgründer Jakob Melchior Rieter-Biedermann um 1870

Die Handelsstadt Winterthur hat seit je mit der nahen Kantonshauptstadt Zürich kulturell rivalisiert. Dort wurde 1629 eine Bürgerbibliothek gegründet, in Winterthur im Jahr 1660. Doch entstand hier bereits 1629 ein Collegium musicum, das die Musikpflege förderte, ein Orchester gründete und Konzertaufführungen veranstaltete und seither die Musikstadt prägte. Das 19. Jahrhundert war die Zeit aufblühenden Musizierens in Familie, Schule und unter Liebhabern. Singen und Musizieren war beliebt, und ein Klavier stand in vielen mittelständischen Haushalten. Es bildeten sich Gemischte Chöre mit regelmäßigen Proben und Aufführungen mit einem regen gesellschaftlichen Leben (siehe Winterthur Musik und Orchester).

## Gründung
In diesem anregenden Umfeld war Jakob Melchior Rieter in einer musikfreudigen Industriellenfamilie 1811 geboren worden und aufgewachsen. Er wurde Ingenieur und Kaufmann und beteiligte sich aktiv am Musikleben der Stadt als Pauker im Orchester, der auch Violine und Bratsche spielte. Von 1840 bis 1848 diente er dem Musikkollegium auch als Bibliothekar, das heißt, er hatte die Verantwortung für die Musiknoten für Chor und Orchester. Dadurch gewann er Einblick in den Bedarf an gedrucktem Notenmaterial. 1848 beschloss er, einen Musikverlag zu gründen. Nach Vorarbeiten kamen in den 1850er Jahren seine ersten gedruckten Ausgaben in den Handel, deren Druckvorlagen er in Leipzig stechen ließ.

## Musikverlag
In Leipzig druckte Breitkopf und Härtel für Rieter-Biedermann im Oktober 1857 den ersten Verlagskatalog seiner Musikpublikationen. Darin offerierte er vor allem Vokalmusik in verschiedener Besetzung. Für Orchesterwerke hat er je Partitur, Klavierauszug und Einzelstimmen für Instrumentalisten und Gesang anzubieten. An heute noch bekannten Komponistennamen sind Hector Berlioz und Robert Schumann zu nennen. Daneben verlegte er eine große Zahl Musikstücke von damals beliebten Musikern und Komponisten: Wilhelm Baumgartner, Albert Dietrich, Johann Carl Eschmann, Hermann Kirchner, Theodor Kirchner, Carl Amand Mangold, später auch Joachim Raff, Adolph Methfessel und Franz Abt.

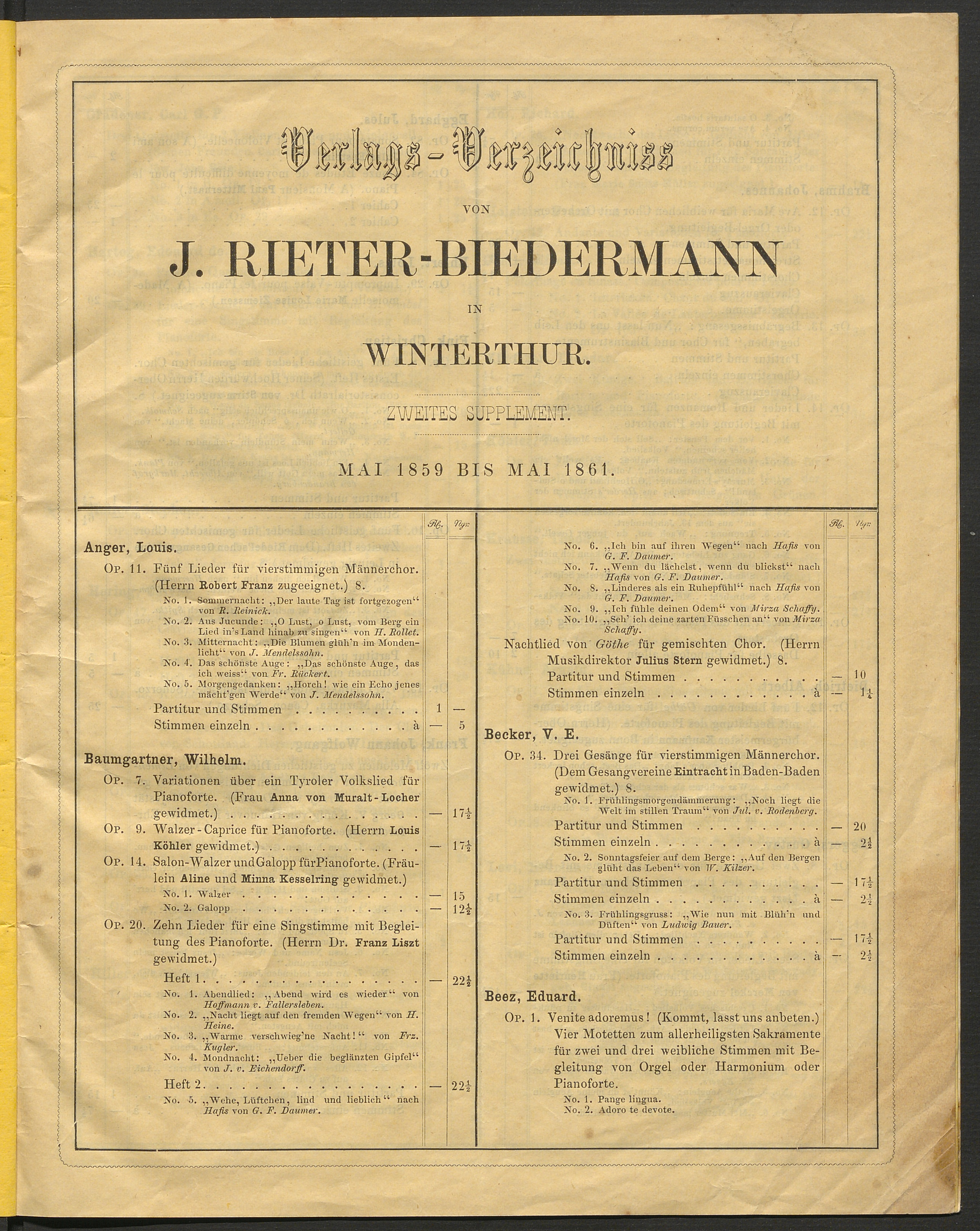
Verlags-Verzeichniss von J. Rieter-Biedermann in Winterthur, Zweites Supplement, Mai 1859 bis Mai 1861 (PDF)

Im ersten Supplement (für November 1857 bis April 1859) fallen auf den Titelblättern die vielen Widmungen der Publikationen an Gesangvereine auf, solche auch in Deutschland und Österreich. Dank der Leipziger Filiale war für Rieter-Biedermann das ganze deutsche Sprachgebiet für den Absatz wichtig geworden. Auch nennt er die Preise immer in deutscher Währung (Reichstaler und Neue Groschen).
Im zweiten Supplement (Mai 1859 bis Mai 1861) taucht bereits der Name von Johannes Brahms auf mit 4 Werken (op. 12–15): Brahms wurde ein wichtiger Komponist in Rieter-Biedermanns Verlag und trat mit ihm in freundschaftlichen Kontakt. An seinem Werk Ein deutsches Requiem arbeitete er bereits bei seinem Aufenthalt 1865 in Zürich und vollendete es hier mit dem fünften Satz, dem berühmten Sopransolo, das in Zürich probeweise im September 1868 zur Aufführung kam, nachdem in Bremen am Karfreitag die Erstaufführung noch ohne diesen Satz stattgefunden hatte. Rieter-Biedermann erhielt auch dieses Werk zur Publikation.
Der Katalog des Verlages von Mai 1868 bis 1876 umfasst bereits 86 Seiten, meist Vokalmusik mit verschiedenen Besetzungen und Begleitinstrumenten. Darin offerierte Rieter-Biedermann neben Brahms’ Deutschem Requiem von Georg Friedrich Händel 17 Oratorien, je mit Partitur, Klavierauszügen und Einzelstimmen für Chor und Orchester. Das «Alphabetische Verzeichnis der Componisten» am Schluss umfasst 164 Komponistennamen. Rieter-Biedermann förderte mit seinem Verlag den Aufschwung des Chorwesens. Viele der sich bildenden Chöre im In- und Ausland versorgte er mit Notenmaterial.
Von 1866 bis 1882 verlegte Rieter-Biedermann als Nachfolger von Breitkopf & Härtel die dritte und somit letzte Serie der Allgemeinen musikalischen Zeitung (von 1866 bis 1868 unter dem Titel Leipziger Allgemeine musikalische Zeitung).

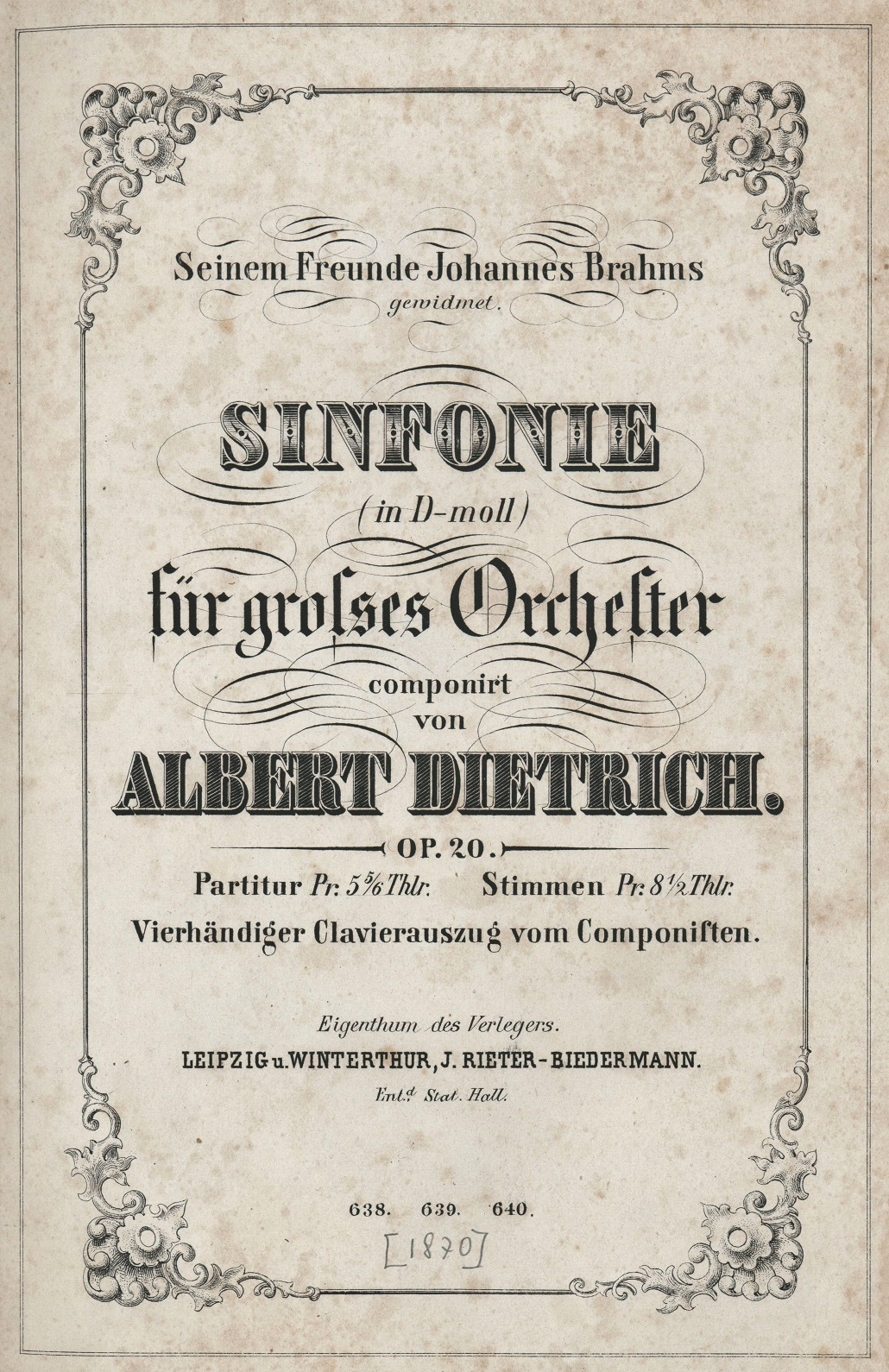
Albert Dietrich, Sinfonie D-moll, 1870, Titelblatt der Partitur

## Beziehungen zu Komponisten
Auch als Mensch wurde der Verleger von den Komponisten geschätzt. Im gastfreundlichen Haus «Zum Schanzengarten» des Ehepaars Rieter-Biedermann verkehrten Komponisten und Musiker gerne. So verbrachte die berühmte Pianistin Clara Schumann nach dem Tode ihres Mannes auf ihrer ersten Konzertreise in der Schweiz 1859 einige Tage bei Rieter-Biedermanns, und im folgenden Jahr lebte Johannes Brahms einige Zeit im Haus, arbeitete am Deutschen Requiem, das er in der Folgezeit im «Nidelbad» in Rüschlikon vollendete.

## Übergang der Firma an die Edition Peters
Rieters jüngere Tochter Ida hat den aus dem Hause Schott stammenden Edmund-Robert Astor geheiratet. Er wurde in den 1860er Jahren Prokurist Rieters in Leipzig und übernahm ab 1871 von dort aus die Verlagsleitung mit seinem Sohn Edmund-Robert Astor jun., als Rieters Sohn Karl 1883 durch Suizid gestorben war.
1884 wurde die Firma in Winterthur gelöscht, in Leipzig weitergeführt, im Jahr 1917 von der Edition Peters aufgekauft und als Subverlag übernommen. Nach 1990 konnten bisher verschollene Dokumente von der Musikabteilung der Zentralbibliothek Zürich erworben werden und sind dort öffentlich zugänglich.